# SN 2002dg
SN 2002dg – supernowa typu Ib odkryta 31 maja 2002 roku w galaktyce A145716+0554. W momencie odkrycia miała maksymalną jasność 18,50m.